# Terorizem
Terorizem je vsako organizirano nasilno dejanje, ki je usmerjeno proti civilistom/civilnim ustanovam v politične ali/in gospodarske namene. Izvajajo ga nedržavne skupine, posamezniki ali države. Terorizem je večinoma javno dejanje, saj s tem hočejo teroristi doseči čim večje število ljudi (s pomočjo sodobnih medijev, ki pokrivajo take incidente) in tako vplivati na širše javno mnenje.

## Zgodovina terorizma
Izraz »terorizem« so prvič uporabili  v Angliji leta 1795, ko so z njo opisali dejanja francoske vlade med vladavino  terorja v letih 1793 in 1794 (med francosko revolucijo). Uporabljali so ga vodje sistematskega odstranjevanja »izdajalcev« med revolucionarnimi odbori, z njim so namreč imenovali najboljšo možnost za obranitev svobode. Ko se je francoska revolucija izrodila, pa je beseda prevzela srdito označevanje državnega nasilja in usmrčevanja z znamenitimi giljotinami.
Iz tega sledi, da terorizem nikakor ni nov fenomen post-vojnega sveta, pač pa tak način dejavnosti svet pozna od razvoja politike in nad-primitivnih družbenih odnosov dalje. Svet za zunanje zadeve Združenih držav Amerike, ki se ubada s teorijo terorizma, v svojem dosjeju teroristov omenja svete bojevnike, ki so pobijali civiliste – takšni naj bi bili judovski fundamentalisti izživljajoč se nad Rimljani v Palestini (1. stoletje); razbojniški kulti v Indiji, ki so pobijali mimoidoče zaradi žrtvovanja hindujskemu božanstvu (7. stoletje); bližnjevzhodna šiitska sekta pod imenom asasini, ki je s pomočjo omamljenosti od hašiša pobijala politične nasprotnike.

## Vrste terorizma
Pri vrstah terorizma – tip je skupek izhodišč, motivacij in delovanja - se zopet srečamo z vprašanjem jasne in dokončne delitve oziroma definiranja. Sicer stroka v današnjem času loči naslednje pomembnejše tipe terorizma:

### Nacionalistični terorizem
Nacionalistični terorizem je delovanje nekaterih ekstremnih skupin, ki stremijo k formiranju samostojne države za svojo nacijo oziroma etnijo. Navadno to počno skozi privlačevanje pozornosti javnosti k boju za osamosvojitev, za katerega mislijo, da je bil ignoriran ali neosvetljen. Takšen tip terorizma je bil med najbolj uspešnimi, če upoštevamo pridobivanje mednarodnih simpatij in strinjanj ali podpor. Strokovnjaki trdijo, da nacionalistične teroristične organizacije praviloma ne pretiravajo z nasilnimi dejanji. K tem se zatekajo do mere, da postanejo vidni in prepoznavni v svetu, ne gredo pa daleč čez to mejo, saj bi na ta način izgubili mednarodno ali lokalno (njihova nacionalna baza) razumevanje za njihov problem. Mnogi strokovnjaki so do opredelitve teh nacionalističnih skupin kot terorističnih skeptične, saj gre mnogokrat za robne dejavnosti »borcev za svobodo«, kot se navadno označujejo sami.
Kot nacionalistične teroristične skupine se dandanes kvalificirajo predvsem naslednje: Irska republikanska armada (Irish Republican Army, IRA), ki se bori na območju Severne Irske pod 	britansko oblastjo ter se zavzema za priključitev severnega dela otoka k Republiki Irski; Palestinska osvobodilna organizacija, katere delovanje je usmerjeno k osamosvojitvi palestinskih ozemelj, prav tako kot IRA pa je v devetdesetih letih sporočila, da opušča teroristično delovanje; Baskovska očetnjava in svoboda (Euskadi ta Askatasuna, ETA), ki si prizadeva za ločitev baskovskih dežel od Španije; Kurdistanska delavska stranka, usmerjena k separazitmu in osvoboditvi Kurdov ter ustanovitvi kurdske države (Kurdistan). Takšne skupine so naslednice sistema separatističnega terorizma, kakršnega so v pretelkosti izvajale predvsem skupine v evropskih kolonijah: židovske milice Irgun in Lehi na območju Palestine so se borile proti britanskemu kolonializmu, Fronta narodne osvoboditve pa je izvajala napade na tarče francoskih oblasti v Alžiriji v petdesetih letih 20. stoletja.

### Verski terorizem
Terorizem verske narave navadno izvaja nasilje zaradi svojih preroško vodenih nagibov. Tovrstne teroristične skupine imajo širok nabor tarč, saj naj bi njihovo delovanje povzročilo širše, korenite spremembe. Različne organizacije stoje na večini pomembnejših svetovnih religij. Tak tip terorizma naj bi po statističnih podatkih prakticiralo največ skupin. Ker so skupine nagnjene k dejavnostim, ki nimajo povezave z združevanjem ali osveščanjem etničnih ali ideoloških skupin, pač pa jih vodi njihova lastna vizija preroške volje, ni zadržkov, ki so skozi preteklost omejevali intenziteto terorističnih dejavnosti. V skrajnem primeru je nasilje z njihove strani tako lahko uporabljeno proti komur koli, ki ni član njihove verske skupnosti.
Pod omenjene skupine se po klasifikacijah Zahodnih strokovnjakov uvrščajo Al Kaida, palestinska sunitska organizacija Hamas, libanonska šiitska organizacija Hezbolah, nekatere ameriške konservativne krščanske skupine ter japonski kult Aum Shinrikyo. Med verske teroriste sta uvrščena tudi Jud Baruch Goldstein, ki je leta 1994 s strojnico pokosil 29 muslimanov v hebronski mošeji, ter Yigal Amir, ki je organiziral neuspeli atentat na izraelskega ministrskega predsednika Izaka Rabina v letu 1995.

### Levičarski terorizem
Levičarski teroristi svoj smoter najdejo v boju proti (obstoječemu) kapitalističnemu sistemu, ki naj bi ga nadomestil bolj levo – socialno – usmerjen družbenopolitični sistem: navadno komunistični ali socialistični režim. Teroristične skupine te vrste navadno nosijo prepričanje o trpljenju ljudstva in potemtakem tudi omejijo uporabo nasilja na manj splošno določene cilje. To mnogokrat postanejo velekapitalisti, primerni za ugrabljanje in usmrtitev, ali različni spomeniki.
Med organizacije levega terorizma stroka umešča skupino Baader-Meinhof iz Nemčije, japonsko Rdečo armado, formacijo Weathermen (Združene države Amerike, 70. leta) in znamenite italijanske Rdeče brigade.

### Desničarski terorizem
Na drugi strani poznamo desničarske organizacije in v to smer naperjene teroristične skupine. Slednje imajo praviloma ohlapno in kratkotrajno organiziranost, zato veljajo za najšibkejše in slabo vplivne teroristične skupine. Imajo povezavo z neonacističnimi uličnimi nemiri, zlasti iz 80. let. Načeloma so v skupine vključeni obritoglavci – med njimi najdemo ekstremne nacionaliste in rasiste, ki si prizadevajo za odpravo liberalnih režimov v zahodni Evropi ter vzpostavitev fašističnih držav na svoji zemlji. Neofašistični teroristi navadno izvajajo napade na imigrante in begunce, prihajajoče iz dežel tretjega sveta.

### Anarhistični terorizem
Zaradi obsežnega vseevropskega fenomena atentatov in drugih napadov zlasti med letoma 1870 in 1920, ki so jih izvajali anarhisti, so strokovnjaki napravili posebno kategorijo anarhističnega terorizma. Gre za obliko, ki napada na prvem mestu oblastniške tarče: vrhnje politične osebnosti, njihove mehanizme in imetje ter državne ustanove in sploh obstoječi sistem države. Anarhisti so med drugim tako eliminirali ameriškega predsednika Williama McKinleya leta 1901. Ta politični tip terorizma pa je aktualen zaradi dejstva, da je bilo dogajanje na tako imenovanih anti-globalističnih demonstracijah začenši z letom 1999 često označeno za aktivnosti anarhistično usmerjenih terorističnih skupin. Pri tem je mnogokrat šlo za poskus kriminalizacije množičnih gibanj.

### Državni terorizem
Državni terorizem je oblika organiziranja terorističnih skupin s podporo radikalnih držav, navadno pa je njihov mehanizem za zunanjo politiko. Strokovnjaki tovrstni terorizem mnogokrat označijo kot »cenovno ugodno pot do vojne učinkovitosti skozi uporabo nadomestnih bojevnikov – 'orožja za najem'«. Prav tako država lahko podpira oziroma izvaja notranjepolitični terorizem proti svojim navadno političnim nasprotnikom ali etnijam.
Teorije o tem, katere države oziroma državne institucije podpirajo ali izvajajo državni terorizem, se med seboj najbolj razlikujejo. Nekateri Zahodni sistemi kot teroristične države označujejo države »na osi zla« (George Bush, 2001-2002) – Iran, Kuba, predhodni Irak Sadama Huseina, Libija, Severna Koreja, Sudan in Sirija. Drugi viri za ene najbolj nasilnih terorističnih držav označujejo Združene države Amerike z nekaterimi tesnimi zaveznicami, npr. Veliko Britanijo ter vsekakor Izrael, katerega državnost sloni na ponavljajočih se dejanjih terorizma.

## Oblike terorizma
Oblike terorizma, ki so po svojih značilnostih podobne današnjim pojavnim oblikam, lahko po navedbah iste skupine in nekaterih zgodovinarjev zasledimo v poznem 19. stoletju: dejavnost skupine Narodnaya Volya (Narodna volja), usmerjena proti carju in njegovim podpornikom. Prav tako se med predhodnike današnjih oblik terorizma šteje liberalno-anarhistična organizacija Mlada Bosna, ki je preko svojega člana Gavrila Principa izvedla atentat na avstrijskega prestolonaslednika Franca Ferdinanda.
Resnično moderne oblike, navadno prirejene in pripravljene za široko svetovno javnost kot publiko, ki lahko spremlja dogajanje preko »mainstream« medijev, pa so dobile svoje udejanjenje v drugi polovici dvajsetega stoletja. Za enega prvih takšnih aktov velja teroristično dejanje Ljudske fronte za osvoboditev Palestine, ko je julija 1968 ugrabila komercialno potniško letalo.
Oblike terorizma so tako:
- atentati,
- biološki terorizem,
- jedrski terorizem,
- samomorilski napadi.

## Terorizem in Kazenski zakonik Republike Slovenije
355. člen pravi:
Kdor z namenom, da bi ogrozil ustavno ureditev ali varnost Republike Slovenije, povzroči eksplozijo ali požar, ali stori kakšno drugo splošno nevarno dejanje ali nasilje, ali zagrozi z uporabo jedrske snovi ali drugih sredstev za množično pobijanje ljudi in tako ustvari pri ljudeh občutek negotovosti ali prestrašenosti, se kaznuje z zaporom najmanj treh let.

## Psihološki vidik terorizma
V preučevanju oziroma razlaganju terorizma obstajajo trije pristopi. Prvi je makro sociološki, ki razlaga da je terorizem odraz različnih družbenih motenj v socialnem sistemu in je na splošno povezan z več tako imenovanih »vzrokov«, med katere spadajo revščina, avtoritativni režimi ter kulturne ali verske prakse.  Drugi pristop je psihološki, ki se nanaša na motečo in psihopatološko osebnost teroristov.  Vendar so analize osebnosti pri teroristih pokazale, da impulzivna agresivnost, ki naj bi bila značilna za njih, ni skupna lastnost vseh teroristov, saj imajo ljudje, ki se priključijo terorističnim organizacijam različne motive in osebnostne lastnosti. Tretji pristop pa je psihosocialna perspektiva, na katero se obrača vse več raziskovalcev.